# رفراف الماء
رفراف الماء (الاسم العلمي: Cerylidae) (بالإنجليزية: Water kingfisher)‏ ، هو فصيلة من الطيور ينتمي إلى شقراقيات (رتبة: Coraciiformes)

## الأنواع
- جنس Megaceryle
- جنس Chloroceryle
- جنس صياد السمك الأبقع Ceryle